# Francesco Coccapieller
Francesco Coccapieller, all'anagrafe Francesco Guggabueller, detto sor Checco (Roma, 4 ottobre 1831 – Roma, 7 aprile 1901), è stato un giornalista e politico italiano.

## Biografia
Francesco Coccapieller fu una caratteristica figura di popolano dei primi anni di Roma capitale.
Nato a Roma nel 1831, figlio di una guardia svizzera, si arruolò nel 1847 nei dragoni pontifici, combatté giovanissimo nella prima guerra di indipendenza 
e, come garibaldino, nella battaglia di Mentana del 1867 contro le truppe franco-pontificie. Fu istruttore presso la Scuola militare di cavalleria di Pinerolo e anche dopo aver lasciato la Scuola, amava ancora passeggiare per le vie cittadine indossando stivaloni e speroni. Oratore approssimativo ma efficace, arringava i concittadini sulle malefatte dei politici.
Nel 1882 rilevò il quotidiano romano Eco dell'operaio ove pubblicò una serie di articoli di tono scandalistico e antipartitico, che anticipavano il fenomeno qualunquistico del secondo dopoguerra di Guglielmo Giannini ed i toni del suo settimanale L'Uomo qualunque. Il giornale aumentò la tiratura ma, fatto oggetto di intimidazioni e minacce, fu costretto ben presto a cessare le pubblicazioni.

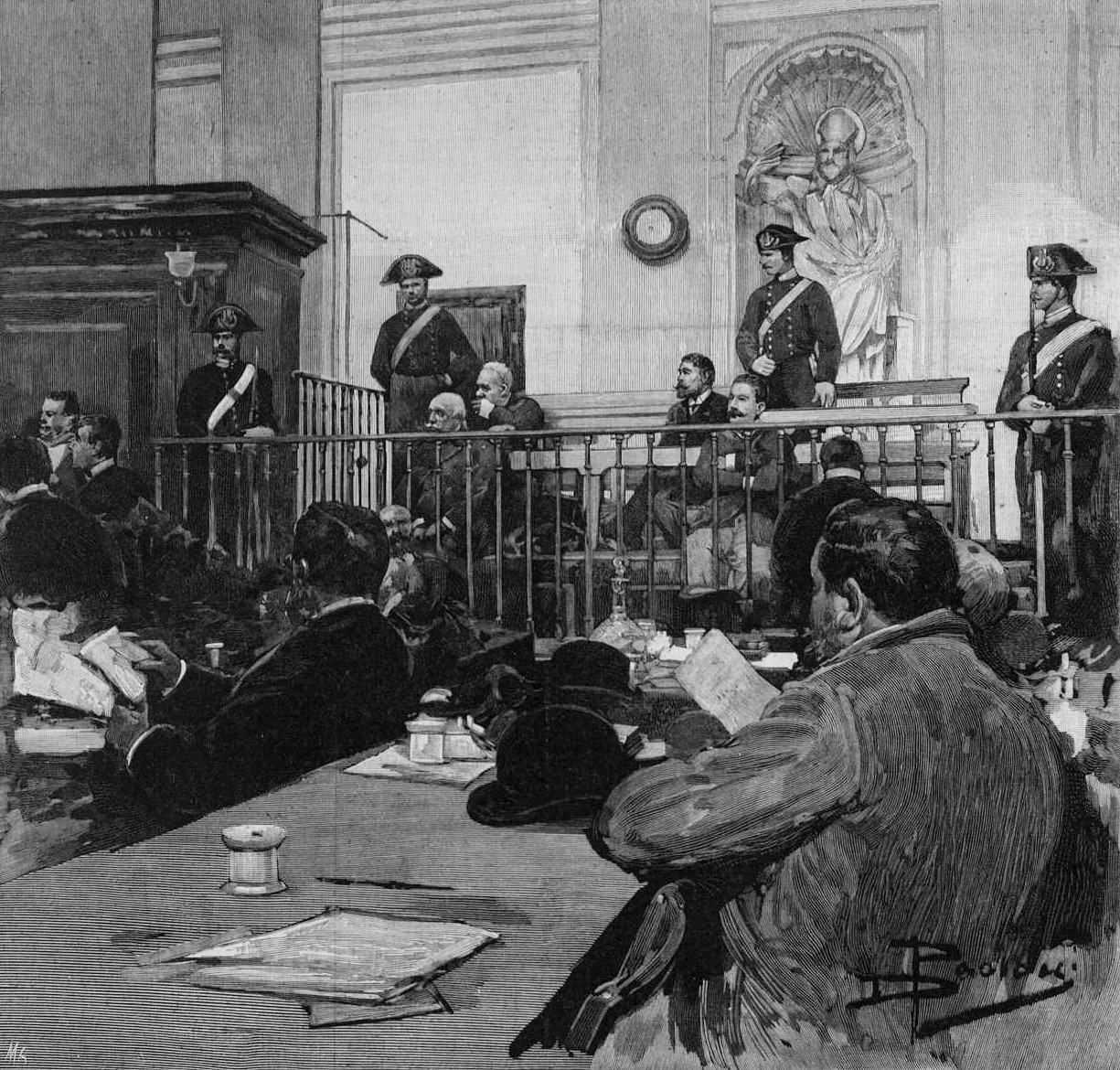
Il processo alla Banca Romana (L'Illustrazione Italiana, 1894)

Poco dopo, insieme con Ricciotti Garibaldi, figlio dell'eroe dei due mondi, fondò il nuovo quotidiano Ezio II, ossia il Carro di Checco. Anche questa iniziativa editoriale, per il contenuto dei suoi articoli, provocò critiche e rancori in tutti gli orientamenti politici. Il repubblicano Angelo Tognetti, macellaio, offeso per il discredito che gli articoli del sor Checco arrecavano alla sua parte politica, lo affrontò nell'osteria di sora Amalia con la pistola in mano: ma Coccapellier, anche lui armato e più lesto, lo ferì gravemente.
Mentre era in prigione per eccesso di legittima difesa nelle Carceri nuove di via Giulia
, fu eletto alla Camera dei deputati del Regno d'Italia e rimesso in libertà. I suoi interventi nell'aula parlamentare furono peraltro accolti con ironia dagli altri deputati.
Un suo articolo contribuì a far conoscere il famoso scandalo della Banca Romana, denunciato poi in Parlamento da Napoleone Colajanni nel 1892. Le successive vicende dell'inchiesta parlamentare portarono alle dimissioni del presidente del Consiglio Giolitti e alla caduta, alla fine del 1893, del suo primo governo.
Massone, fu membro del Grande Oriente d'Italia, dal quale fu espulso in seguito alla sua campagna diffamatoria conto l'Ordine massonico.
Più volte querelato e condannato, alla fine del mandato parlamentare tornò in galera. Negli ultimi anni perse gradualmente il consenso popolare e quello dei suoi lettori. Morì nella città natale, quasi settantenne, ormai in povertà, nel 1901.

## Alcuni giudizi su Francesco Coccapieller

### Cesare Lombroso
La singolare personalità di Coccapieller richiamò l'attenzione, tra gli altri, del noto antropologo e criminologo Cesare Lombroso che ne parlò diffusamente in due volumi citati in Bibliografia. In particolare nel capitolo terzo, pagina 71, del suo Tre tribuni studiati da un alienista. Lo studioso veronese ne offre un ritratto, fisico e psicologico, particolarmente gustoso:
Anche lo sguardo di Coccapieller non sfugge all'indagine scientifica lombrosiana:
E, per finire, un'analisi grafologica che si conclude con la citazione di un detto toscano ardito ma indubbiamente efficace:

### Benedetto Croce
Nella sua Storia d'Italia dal 1871 al 1915, Croce esprime un giudizio fortemente negativo (triviale censore e cervello squilibrato) sul Coccapellier: nel capitolo III, La vita politica e morale (1871-1887), il filosofo, accostandolo al giornalista e sociologo Pietro Sbarbaro, scrive: